# Награда Гроздана Олујић
Награда Гроздана Олујић је признање које се додељује за најбољу прозну књигу аутора до 35 година старости, објављену на српском језику. Награда је установљена 2022. године.

## О награди
Награда је установљена у знак сећања на Гроздану Олујић — књижевницу, преводитељку и антологичарку. Оснивач награде је Фондација Гроздана Олујић. Награда се додељује 30. августа, на рођендан Гроздане Олујић. За награду конкурише књига која може бити роман, збирка приповедне прозе или бајка. Награда подразумева новчани износ и плакету коју потписују председник жирија и председник Управног одбора Фондације Гроздана Олујић.

## Добитници
| Година | Добитник            | Дело                                | Врста дела   | Изв.        |
| ------ | ------------------- | ----------------------------------- | ------------ | ----------- |
| 2022.  | Ана Марија Грбић    | Срнећа леђа                         | збирка прича | [ 4 ] [ 5 ] |
| 2023.  | Александар Танурџић | Лакримаријум                        | роман        | [ 6 ]       |
| 2024.  | Нађа Петровић       | Медузе живе заувек док их не ухвате | роман        | [ 7 ]       |